# جامعة الأحقاف
جامعة الأحقاف (بالإنجليزية: Al-Ahgaff University)‏ هي جامعة خاصة خيرية، تأسست في 1994، في اليمن. وتعتبر أول جامعة تأسست على مستوى محافظة حضرموت. تضم الجامعة ست كليات وهي: كلية الإدارة والاقتصاد، كلية هندسة وعلوم الحاسوب، كلية البنات، كلية الآداب، وكلية الدراسات العليا ومقرها مدينة المكلا. بالإضافة إلى كلية الشريعة والقانون ومقرها مدينة تريم.
تتميز الجامعة بنظامها الصارم في التدريس، وتضم عددا كبيرا من الطلاب من داخل اليمن وخارجه، من الجاليات الاسيوية والأفريقية.

## نشأة الجامعة وتطورها
تأسست جامعة الأحقاف بحضرموت – الجمهورية اليمنية بموجب القرار الوزاري رقم (5) لعام 1994م والصادر بتاريخ 27 شعبان 1414هـ الموافق 8 فبراير 1994م. وتمارس الجامعة من خلاله أعمالها الأكاديمية الفنية والإدارية والمالية وفقاً لنظامها الأساسي ولوائحها الداخلية وطبقاً للأنظمة النافذة في البلاد.
بدأت الدراسة في الجامعة عام 1995م بافتتاح كلية العلوم التجارية وإدارة الأعمال وكلية الشريعة والقانون. وفي العام الجامعي 1997- 1998م تم افتتاح كلية الحاسوب وكلية البنات للتربية والعلوم الشرعية. وفي العام 2006-2007م تم افتتاح كلية الآداب والعلوم الإنسانية  بقسم للغة الإنجليزية وتخرجت أول دفعة من الجامعة في العام الجامعي
1998-1999م
وقد شهدت الجامعة نمواً وتطوراً ملموسين تحت إشراف هيئة تعليمية مثابرة فأصبحت الجامعة عضواً عاملاً في رابطة الجامعات الإسلامية وعضواَ في اتحاد الجامعات العربية بعد استيفائها جميع شروط العضوية العاملة.
تقدم الجامعة تجربة علمية رائدة فبرامجها متنوعة ومتجددة تستحث العقول وتشجع الإبداع الفكري عبر مجالات مختلفة وخبرات متنوعة ويتابع الطلبة دراستهم في بيئة علمية تحفز التعلم والمثابرة لدعم رحلتهم للبحث عن المعرفة المتطورة وتحقيق الذات عبر الخيارات المتنوعة والفرص المتاحة لصقل القدرات وتطوير المهارات. ولتسهيل هذه المهمة تعمل الجامعة على تقديم أفضل ما تسمح به إمكاناتها المالية من موارد بشرية وأنظمة إلكترونية والتقنيات لتوفير التعليم الأفضل وتهيئة الظروف الملائمة لتخريج الطاقات البشرية من الكوادر الوطنية المؤهلة تأهيلاً علمياً ونفسياً واجتماعياً عالياً.

## رؤية ورسالة الجامعة
التميز في تقديم خدمات تعليمية، وبحثية، ومجتمعية، على المستوى المحلي، والإقليمي، والدولي
وقد أخذت هذه الجامعة على عاتقها أن تستصحب معها روح الإسلام في كل أنشطتها وان تنسج تعاليمه مع مختلف العلوم والحِرف التي تدرِّسها وان تقيض لتلك التعاليم أسبابا تجعل محتويات تلك العلوم كلاً متكاملاً وليس مجرد مسارات متوازية أو مصادر معرفية منفصلة بعضها عن بعض وحول هذه الفكرة تبلورت رسالتها.
والجامعة تلتزم التزاماً تاماً بالجودة النوعية لبرامجها التدريسية والبحثية وبذلك فإما تظل في بحث متواصل عن الامتياز والإسهام المقدّر في بناء الخريج المعد إعداداً جيداً لخدمة قضايا مجتمعه، وبلده، والإسلام.
كما أن الجامعة تخطط لانتشار تغطيتها بما يتجاوز الحدود القطرية في العالم الإسلامي بحيث توفر التعليم لأبناء المسلمين ممن لديهم الرغبة والقدرة بفرص متكافئة بعيدا أن أي تمييز يستند إلى العنصر أو الجنس أو الثقافة.
بالرغم من أن الجامعة هي أصلاً مؤسسة غير ربحية وتمول خيرياً إلا أنها تؤمن بضرورة الاستقلال المالي ولذلك فهي تسعى جاهدة لبناء مصادرها الوقفية التي تؤمن مستقبلها وترى في ذلك أمر بالغ الأهمية.

## أهداف الجامعة
تعمل جامعة الأحقاف على تحقيق الأهداف التالية:
1- تدريس العلوم والمعارف الإسلامية والتطبيقية لإيجاد أجيال متعلمة.
2- النهوض بالبحث العلمي النظري والتطبيقي في كافة المجالات العلمية.
3- خدمة المجتمع بما يحقق التنمية الاجتماعية والثقافية والاقتصادية.
4- العمل على نشر فكر الاعتدال الفكري والوسطية وروح الحوار والتسامح.
5- العمل على تقوية وتجديد الروابط العلمية والاجتماعية مع البلدان الإسلامية وخصوصا التي لها روابط تاريخية مع اليمن.

## وصلات خارجية
- موقع الجامعة على شبكة الإنترنت